# Aspro (U-Boot, 1943)
Die Aspro (SS/AGSS-309) war ein U-Boot der US Navy. Es gehörte zur Balao-Klasse und wurde wie alle anderen Boote der Klasse nach einem Fisch benannt. Aspro ist die englische Bezeichnung für die Gattung der Spindelbarsche (Zingel).

## Technik und Bewaffnung
Die Aspro war ein diesel-elektrisches Patrouillen-U-Boot der Balao-Klasse, die gegenüber der Gato-Klasse nur geringfügig verbessert wurde. Insbesondere die Tauchtiefe wurde, basierend auf den Erfahrungen während des Krieges gegen Japan, vergrößert und der Innenraum verbessert. Äußerlich und in ihren Dimensionen glichen sich die Boote beider Klassen weitgehend.

### Technik
Die Aspro war 95 Meter lang und 8,3 Meter breit, der Tiefgang betrug maximal 5,1 Meter. Aufgetaucht verdrängte sie 1526 ts, getaucht 2424 ts. Der Antrieb erfolgte durch vier 9-Zylinder-Diesel-Gegenkolbenmotoren von Fairbanks-Morse, Model 38D8-1/8, die eine Leistung von jeweils 1000 kW erbrachten. Unter Wasser wurde das U-Boot durch vier Elektromotoren mit insgesamt 2740 PS angetrieben, die ihre Energie aus zwei 126-zelligen Akkumulatoren bezogen. Die Motoren gaben ihre Leistung über ein Getriebe an zwei Wellen mit je einer Schraube ab. Die Geschwindigkeit betrug aufgetaucht maximal 20,25 Knoten, getaucht schaffte die Aspro noch 8,75 Knoten. Die maximal mögliche Tauchzeit betrug 48 Stunden, die Konstruktionstauchtiefe lag bei circa 120 Metern. In den Treibstofftanks konnten 440 Kubikmeter Dieselkraftstoff gebunkert werden, damit hatte das Boot einen Fahrbereich von 11.000 Seemeilen bei 10 Knoten.

### Bewaffnung
Die Hauptbewaffnung der Aspro bestand aus zehn 533-mm-Torpedorohren, davon sechs im Bug und vier achtern, für die sich 24 Torpedos an Bord befanden, während des Krieges in der Regel Mk-14-Torpedos, ab Sommer 1944 auch zunehmend Mark 18- und Mk-23-Torpedos. Hinter dem Turm war ein 12,7-cm-Deckgeschütz mit 25 Kalibern Länge angebracht. Vor dem Turm war eine 40-mm-FlaK montiert sowie eine 20-mm-MK hinter dem Turm. Zusätzlich wurden zwei bis drei 7,62- oder 12,7-mm-Maschinengewehre mitgeführt, deren Einbau und Gebrauch für dieses Boot allerdings nicht nachgewiesen ist. Diese leichten Waffen konnten bei Bedarf flexibel an mehreren Punkten – vor allem auf dem Turm (U-Boot) bzw. dem Wintergarten – montiert werden und waren ansonsten im Boot verstaut.
Bei einem Werftaufenthalt 1945 wurde zur Stärkung der Kampfkraft auch vor dem Turm ein 12,7-cm-Geschütz installiert. Zudem wurde die 20-mm-MK durch eine Doppellafette gleichen Kalibers ersetzt.
Zur Ortung feindlicher Schiffe verfügte die Aspro über ein JK/QC- und ein QB-Sonar unter dem Bug, an Deck waren JP-Hydrophone installiert. Am ausfahrbaren Elektronikmast war ein SD-Radar mit 20 Seemeilen Aufklärungsreichweite zur Ortung feindlicher Flugzeuge angebracht, zusätzlich verfügte das U-Boot über ein SJ-Oberflächensuchradar mit etwa zwölf Seemeilen Reichweite. Im getauchten Zustand konnte über das am Periskop angebrachte ST-Radar mit acht Seemeilen Reichweite ebenfalls eine Ortung feindlicher Schiffe erfolgen.

## Geschichte
Die Aspro wurde am 7. April 1943 vom Stapel gelassen und durch Mrs. William L. Freseman getauft. In Dienst gestellt wurde sie am 31. Juli 1943. Der Kommandant der Aspro war Harry Clinton Stevenson, zur Zeit der Indienststellung bekleidete er den Rang eines Lieutenant Commander.

### Zweiter Weltkrieg
Nach der Seeerprobung und ersten Trainingsfahrten vor der Küste von Neu England wurde die Aspro nach Pearl Harbor kommandiert, wo sie am 18. Oktober einlief. Nach weiteren Trainingsfahrten vor Pearl Harbor lief das Boot am 24. November zur ersten Feindfahrt aus.

#### Erste Feindfahrt (24. November 1943 – 1. Januar 1944)
Das Einsatzgebiet der USS Aspro während der ersten Kriegspatrouille waren die Gewässer vor Formosa und den Sakishima-Inseln, südwestlich der japanischen Hauptinseln. Auf dem Marsch ins Einsatzgebiet stoppte das Boot kurz bei Midway, um Treibstoff und Vorräte zu ergänzen.
Die Patrouille wurde umgehend fortgesetzt und, nach Zerstörung einer treibenden japanischen Seemine am 4. Dezember, ergab sich am 15. Dezember erstmals eine Angriffsgelegenheit für die Aspro, als sie einen aus einem Tanker und zwei Frachtern bestehenden Konvoi sichtete, den zwei Kriegsschiffe begleiteten. Der Angriff erfolgte mit vier Torpedos aus den Bug-Rohren und führte zu einem Treffer und Beschädigungen auf dem Tanker. Weitere Angriffe und Erfolge blieben aus.
In der Nacht vom 17. auf den 18. Dezember sichtete die Aspro einen großen japanischen Geleitzug, bestehend aus 15 Schiffen, welchen das U-Boot zweimal angriff. Im ersten Anlauf feuerte Aspro fünf Torpedos ab, die nach Angaben der Besatzung einen Tanker und einen Frachter trafen. Im zweiten Anlauf einige Zeit später wurden weitere vier Torpedos abgefeuert, die zwei weitere Schiffe trafen. Insgesamt beanspruchte die Besatzung der Aspro drei Versenkungen und ein weiteres schwer beschädigtes und in Schlepp genommenes Schiff. Anschließende Gegenangriffe durch den japanischen Zerstörer Shiokaze überstand die Aspro unbeschadet.
Am 27. Dezember griff die Aspro erfolglos ein japanisches Frachtschiff mit vier Torpedos an. Mit nur noch einem an Bord verbliebenen Torpedo entschloss sich der Kommandant zur Rückkehr nach Midway, wo der erste Kampfeinsatz des U-Bootes am 1. Januar 1944 endete.
Die drei von der Mannschaft der Apogon beanspruchten Versenkungen konnten allesamt bei Analyse japanischer Unterlagen nach dem Krieg nicht verifiziert werden.
Der bisherige Kommandant Lieutenant Commander Harry Clinton Stevenson wurde bei einer Untersuchung seiner Augen nach dem Ende des ersten Einsatzes als nicht mehr tauglich für den Einsatz auf einem U-Boot erklärt und war gezwungen, die Befehlsgewalt über die Aspro abzugeben. Er selbst schlug seinen Bruder Lieutenant Commander William A. Stevenson als seinen Nachfolger vor. Dieser wurde durch die Admiralität zum neuen Kommandanten der USS Aspro ernannt.

#### Zweite Feindfahrt (3. Februar 1944 – 28. März 1944)
Mit dem neuen Kommandanten lief die Aspro am 15. Januar zunächst von Midway in Richtung Pearl Harbor aus, wo eine kurze Trainingsphase folgte. Am 3. Februar lief die Aspro zur zweiten Feindfahrt aus, die sie zunächst nach Midway und von dort aus weiter in das Einsatzgebiet im Seegebiet nördlich von Truk führte, wo das Boot im Rahmen der Operation Hailstone operierte. Dabei konnte sie am 15. Februar 1944 nach einer längeren Verfolgung das japanische U-Boot I-43 mit vier Torpedos angreifen. Zwei Treffer führten zur Versenkung des japanischen U-Bootes, womit die Aspro ihren ersten bestätigten Erfolg erzielte.
Am 17. Februar wurde die Aspro von japanischen Einheiten mit Wasserbomben angegriffen, erlitt aber keinerlei Beschädigung und setzte die Patrouille fort. Nach zwei ereignislosen Wochen ergab sich am 4. März eine erneute Gelegenheit für die Aspro zum Angriff auf einen japanischen Frachter. Von sechs abgefeuerten Torpedos fand lediglich einer ins Ziel und führte zu einer Explosion. Das getroffene Schiff konnte seine Fahrt jedoch fortsetzen. Die Aspro blieb noch einige Zeit im Einsatzgebiet und beendete nach 54 Tagen am 28. März den Einsatz in Pearl Harbor.

#### Dritte Feindfahrt (22. April 1944 – 16. Juni 1944)
Am 22. April lief das U-Boot zur dritten Feindfahrt aus. Einsatzgebiet war das Seegebiet um Palau. Nach kurzem Zwischenstopp auf Midway erreichte die Aspro Palau. Dort wurde am 13. Mai ein Konvoi gesichtet, bestehend aus zwei Frachtern und drei Kriegsschiffen. Auch das im gleichen Seegebiet operierende Schwesterschiff Balao hatte Kontakt zu diesem Konvoi, wurde aber zunächst durch die Eskorten von einem erfolgreichen Angriff abgehalten. Allerdings waren die Bewacher dadurch abgelenkt und so erfolgte der erste Angriff der Aspro mit vier Torpedos. Dieser blieb ergebnislos. Im Morgengrauen erfolgte der zweite Angriff wiederum mit vier Torpedos, wovon einer einen der beiden Frachter des Konvois traf. Das Schiff sank langsam und kam nach etwa zwei Stunden außer Sicht. Die Versenkung der Bisan Maru (4667 ts) wurde nach dem Krieg nicht offiziell durch Joint Army-Navy Assessment Committee bestätigt. Bis tief in die folgende Nacht verfolgte die Aspro den Konvoi und kam in der Nacht zum 15. Mai erneut in eine günstige Angriffsposition. Der folgende Angriff galt dem Transporter Jokuja Maru (6440 ts). Zwei von vier abgefeuerten Torpedos trafen das Ziel. Später wurden vier weitere Torpedos abgefeuert und die Jokuja Maru endgültig versenkt. Nach einem weiteren Monat im Einsatzgebiet endete diese Kriegspatrouille am 16. Juni 1944 in Fremantle, an der Westküste Australiens.
Letztlich wurden der Aspro eine Versenkung und die Beteiligung an einer weiteren Versenkung mit zusammen 8650 ts zugesprochen.

#### Vierte Feindfahrt (9. Juli 1944 – 18. August 1944)
Am 9. Juli 1944 begann die nächste Feindfahrt, die von Fremantle zunächst nach Darwin und von dort weiter ins Einsatzgebiet im Südchinesischen Meer. Westlich von Luzon, Philippinen machte die Aspro am 19. Juli einen japanischen Geleitzug aus, bestehend aus vier mittelgroßen Transportschiffen und fünf Geleitschiffen. In der Morgendämmerung griff das Boot an und feuerte insgesamt 10 Torpedos auf drei Schiffe. Explosionen wurden vernommen. Eine Versenkung sowie ein beschädigtes Schiff wurden beansprucht. Eine offizielle Bestätigung blieb aus.
Am Folgetag (18. Juli) griff die Aspro einen weiteren Geleitzug aus drei Schiffen an. Treffer konnten keine erzielt werden. Am 28. Juli hatte die Aspro mehr Erfolg, als sie erfolgreich ein auf Grund liegendes japanisches Schiff torpedierte. Alle drei Torpedos trafen und vernichteten das bewaffnete Transportschiff Peking Maru (2288 ts).
Am 6. August griff die Aspro zwei ohne Geleit fahrende japanische Frachter an, wovon der eine einen Treffer erhielt und mit etwa 15° Schlagseite weiterfahren konnte. Am folgenden Tag, dem 7. August, kam ein aus zwölf Schiffen bestehender Geleitzug in Sicht und wurde ebenfalls attackiert. Erneut wurde ein Frachter torpediert. Eine Versenkung konnte in beiden Fällen nicht bestätigt werden. Anschließend kehrte die Aspro zum Stützpunkt Fremantle zurück, wo sie am 18. August einlief und anschließend für den nächsten Einsatz vorbereitet wurde.

#### Fünfte Feindfahrt (10. September 1944 – 14. Oktober 1944)
Am 10. September 1944 lief die Aspro zu ihrer fünften Kriegspatrouille aus. Von Fremantle führte sie ihr Weg an Niederländisch Ostindien und den Philippinen vorbei ins Südchinesische Meer. Kurz vor Erreichen des Einsatzgebietes ortete die Aspro am 30. September nordöstlich von Luzon einen Geleitzug aus sieben oder acht Transportschiffen und vier Geleitschiffen. Aspro griff getaucht fahrend an und schoss sechs Torpedos auf den Konvoi. Zwei Treffer beansprucht die Besatzung ebenso wie die schwere Beschädigung des torpedierten japanischen Frachters. Der Konvoi mit westlichem Kurs wurde zwei Tage lang weiter verfolgt und am 2. Oktober griff die Aspro westlich von Luzon erneut an. Ziel der vier abgefeuerten Torpedos war ein Tanker, der getroffen wurde und nach einigen Minuten mit dem Heck unter Wasser und dem Bug in die Höhe ragte. Die Versenkung des Tankers wurde allerdings nicht offiziell bestätigt. Anders das etwa eine Stunde später torpedierte und anschließend gesunkene japanische Passagier-Frachtschiff Azuchisan Maru (6886 ts), dessen Versenkung verifiziert werden konnte.
In der Folgezeit bildete die Aspro mit dem Schwesterschiff Cabrilla und der Halbschwester Hoe eine koordiniert operierende U-Boot-Gruppe, im Englischen als Wolfpack bezeichnet. Diese U-Boot-Gruppe sichtete am 7. Oktober einen größeren Geleitzug mit mindestens zwölf Schiffen, von denen die Aspro im Morgengrauen des 7. Oktobers unter Einsatz des Radars einen Frachter mit vier Torpedos angriff und drei Treffer beifügte. Die Macassar Maru (4026 ts) sank infolge der Treffer. Bereits einen Tag zuvor am 6. Oktober unternahm die Aspro einen Angriff auf ein Frachtschiff, bei dem von drei abgefeuerten Torpedos ein Treffer beobachtet wurde. Der Treffer beschädigte das feindliche Schiff.
Die erfolgreiche Feindfahrt endete mit dem Erreichen des Stützpunktes auf Saipan am 14. Oktober 1944. Von dort fuhr das Boot anschließend weiter nach Pearl Harbor, wo es am 25. Oktober einlief. Von den vier beanspruchten Versenkungen konnte indes nur eine (Azuchisan Maru am 2. Oktober) bestätigt werden.

#### Sechste Feindfahrt (13. Dezember 1944 – 11. Februar 1945)
Am 21. November startete die Aspro zu einer Verlegungsfahrt nach Saipan, von wo aus die sechste Feindfahrt unternommen werden sollte. Am 28. November kam es jedoch zu einem Schaden an einem der Generatoren des Schiffes, dessen Reparatur eine Rückkehr nach Pearl Harbour notwendig machte. Nach einer Woche waren die Reparaturen erledigt und das Boot wieder einsatzbereit, so dass es am 13. Dezember zur sechsten Feindfahrt auslaufen konnte. Hauptaufgabe war das Beziehen einer Position ab 3. Januar westlich der Insel Formosa zur Unterstützung der dort operierenden Luftstreitkräfte der Flugzeugträger der US Navy. Während die Aspro Stellung bezog, griff sie am 2., 5. und 6. Januar 1945 gesichtete japanische Schiffe an. Von zehn dabei verschossenen Torpedos fanden lediglich drei ihr Ziel, beschädigten am 2. Oktober ein japanisches Schiff – Shinshū Maru (8170 ts), am Folgetag durch Trägerflugzeuge der Task Force 38 versenkt – und beanspruchte zudem die Versenkung eines bereits zuvor beschädigten Tankers. Letzteres konnte nicht verifiziert werden.
Ihrer Hauptaufgabe während des Einsatzes, der Rettung von abgestürzten Flugzeugbesatzungen, kam die Aspro nach, indem sie insgesamt vier Marineflieger aus dem Meer rettete. Der Einsatz endete ohne weitere Feindkontakte am 11. Februar 1945 in Pearl Harbor. Im Anschluss an diesen Einsatz fuhr die Aspro weiter an die Westküste der Vereinigten Staaten, wo sie in der Hunter’s Point Naval Shipyard einer Überholung unterzogen wurde. Währenddessen wurde die Aspro mit einem zweiten 12,7-cm-L/25-Bordgeschütz ausgerüstet, um die Kampfkraft in Überwasser-Gefechten zu steigern. Mit Ende der Arbeiten am 31. Mai verlegte die Aspro wieder nach Pearl Harbor, von wo aus sie unter einem neuen Kommandanten zu ihrer letzten Kriegspatrouille auslief.

#### Siebte Feindfahrt (25. Juni 1945 – 13. August 1945)
Unter dem neuen Kommandanten Lieutenant Commander James H. Ashley, Jr. lief das U-Boot am 25. Juni 1945 mit Kurs auf das Seegebiet südlich der japanischen Hauptinseln aus dem Stützpunkt Pearl Harbor aus. Erneut war das Boot primär dazu bestimmt, über See abgeschossene oder abgestürzte Flugzeugbesatzungen zu retten. Hierzu bezog die zunächst südlich von Japan patrouillierende Aspro ab 8. Juli Stellung unweit der japanischen Hauptinseln, während US Air Force Flugzeuge von Okinawa aus gegen Ziele in Japan operierten. Ab dem 20. Juli positionierte sich die Aspro neu, um in gleicher Weise Luftangriffe von trägergestützten Flugzeugen der US Navy auf Ziele im Süden der Insel Honshū zu unterstützen und abzusichern. Am 3. August rettete die Aspro in einer waghalsigen Aktion, begleitet von wiederholten japanischen Luftangriffen, einen US Navy-Piloten aus der Sagami-Bucht etwa 40 km südwestlich von Tokio, wobei man sich bis auf wenige Kilometer der japanischen Küste näherte.
Nur eine Gelegenheit zum Angriff auf ein japanisches Schiff ergab sich während der letzten Feindfahrt der Aspro im Pazifik. Am 25. Juli meldet die Aspro die Versenkung eines Schleppers durch Torpedotreffer. Nach dem Krieg konnte dies nicht durch japanische Quellen verifiziert werden.
Am 13. August 1945 endete der letzte Kriegseinsatz der USS Aspro in Midway. Am 1. September verließ das U-Boot Midway in Richtung Kalifornien, wo es am 11. September San Francisco erreichte und das Boot auf die Außerdienststellung vorbereitet wurde. Am 30. Januar 1946 wurde das Boot offiziell der Pacific Reserve Fleet in Mare Island übergeben, wo es mit etwa 50 weiteren U-Booten eingemottet wurde.

### Nachkriegszeit
Seit Ende Januar 1946 lag die USS Aspro als Teil der Reserveflotte eingemottet in Mare Island, Kalifornien, wobei sie so weit instand gehalten wurde, dass sie bei Bedarf reaktiviert und erneut eingesetzt werden konnte.

#### Koreakrieg
Am 6. Juli 1951 wurde die USS Aspro aufgrund des Koreakriegs wieder in Dienst gestellt und operierte die folgenden zwei Jahre vor der Westküste der Vereinigten Staaten und erfüllte dabei Routineaufgaben, bevor sie am 9. November 1953 wieder nach Mare Island verlegte, wo sie am 30. April 1954 erneut außer Dienst gestellt und der Reserveflotte überstellt wurde.

#### Kalter Krieg
Bereits am 5. Mai 1957 wurde die USS Aspro erneut reaktiviert und am 8. Juni in die Pazifikflotte eingegliedert. Wieder übernahm sie Routineaufgaben vor der Westküste der Vereinigten Staaten. Im Januar 1960 wurde die Aspro in San Diego überholt und am 1. Juli 1960 erfolgte die Neueinstufung der Aspro als Hilfs-U-Boot (AGSS), woraus sich auch eine Änderung ihrer offiziellen Bezeichnung von bislang SS-309 in AGSS-309 ergab. Nach zwei weiteren Dienstjahren in der Pazifikflotte wurde die Aspro am 19. September 1962 außer Dienst gestellt und am 9. Oktober aus dem Schiffsregister der US Navy gestrichen.

### Auszeichnungen
Für ihre Einsätze während des Zweiten Weltkrieges wurde die USS Aspro mit insgesamt sieben Battle Stars ausgezeichnet.

### Verwendung als Filmkulisse
Für den Spielfilm Battle of the Coral Sea unterbrach die Aspro ihre Routineaufgaben 1959 für einige Zeit. An Bord des U-Bootes wurden einige Szenen des Films gedreht. Hierzu verlegte das U-Boot noch einmal für einige Wochen in den Westpazifik.

## Verbleib
Am 16. November 1962 versenkte die Pomodon im Rahmen eines Waffentests mittels eines verbesserten Mark-37-Torpedos die Aspro als Zielschiff vor der Küste Kaliforniens.